# Autovía A-5
Die Autovía A-5, auch Autovía del Suroeste, ist eine Autobahn in Spanien und Teil der Europastraße 90. Sie ist eine der von Madrid ausgehenden Radialautobahnen und endet bei Badajoz an der Grenze zu Portugal, wo die portugiesische Autoestrada A6 die Fortsetzung bildet.

## Streckenverlauf

### Abschnitte
| Position | Kurzbezeichnung des Abschnitts | Abschnitt | km   | Eröffnung                                                                                    |
| -------- | ------------------------------ | --- | ---- | -------------------------------------------------------------------------------------------- |
| 1        | A-5                            | Madrid- M-30 Avenida de Portugal ursprünglich: Cuesta San Vicente-Paseo de Extremadura Erneuerung der Einfahrt M-30 mit Cuesta San Vicente Ausfahrt Richtung Badajoz: M-30-Paseo de Extremadura Ausfahrt Richtung Madrid: Paseo de Extremadura-M-30 | 3,6  | 1950 1978 2006 2007                                                                          |
| 2        | A-5                            | Avenida de Portugal mit Paseo de Extremadura-Cuatro Vientos | 5,9  | 1968                                                                                         |
| 3        | A-5                            | Cuatro Vientos-Alcorcón | 3,2  | 1972                                                                                         |
| 4        | A-5                            | Alcorcón-Móstoles | 12   | 1. Fahrbahn pro Richtung: 1980 2. Fahrbahn pro Richtung: 1981 3. Fahrbahn pro Richtung: 2017 |
| 5        | A-5                            | Móstoles-Navalcarnero (ost) | 6,6  | 1984                                                                                         |
| 6        | A-5                            | Variante Navalcarnero | 4    | 1. Fahrbahn pro Richtung: 1979 2. Fahrbahn pro Richtung (Autovía): 1984                      |
| 7        | A-5                            | Navalcarnero (west)-Valmojado (ost) | 6,9  | 1992                                                                                         |
| 8        | A-5                            | Variante Valmojado | 5,6  | 1992                                                                                         |
| 9        | A-5                            | Valmojado (west)-Santa Olalla (ost) | 32,5 | 1992                                                                                         |
| 10       | A-5                            | Variante Santa Olalla | 5,8  | 1990                                                                                         |
| 11       | A-5                            | Santa Olalla (west)-Talavera de la Reina (ost) | 23,4 | 1992                                                                                         |
| 12       | A-5                            | Variante Talavera de la Reina | 22,5 | 1990                                                                                         |
| 13       | A-5                            | Talavera de la Reina (west)-Oropesa (west) | 23,2 | 1990                                                                                         |
| 14       | A-5                            | Variante Oropesa | 11   | 1992                                                                                         |
| 15       | A-5                            | Oropesa (ost)- Navalmoral de la Mata | 22   | 1990                                                                                         |
| 16       | A-5                            | Navalmoral de la Mata-Almaraz | 14,3 | 1993                                                                                         |
| 17       | A-5                            | Almaraz-Jaraicejo | 34,2 | 1995                                                                                         |
| 18       | A-5                            | Jaraicejo-Trujillo | 25,8 | 1993                                                                                         |
| 19       | A-5                            | Trujillo-Miajadas | 34,9 | 1992                                                                                         |
| 20       | A-5                            | Miajadas-Mérida | 38,2 | 1995                                                                                         |
| 21       | A-5                            | Mérida-Badajoz | 50,4 | 1992                                                                                         |
| 22       | A-5                            | Badajoz-Grenze Portugal | 15   | 1993                                                                                         |

### Streckenführung
| Position | km      | Abschnitt | km | Eröffnung                  |  |
| -------- | ------- | --- | --- | -------------------------- |  |
| 1        |         | Beginn der E 90 A-5 (nach Tunnel) Höchstgeschwindigkeit 70 km/h                                                                     | Ende der E 90 A-5 weiter nach Madrid (Stadt) Pº del Rey Plaza de España Gta. S. Vicente                 |                            |  |
| 2        |         | | A-42 A-4 A-3 A-2 C/ S. Pol de Mar M-500 A-6 M-607 A-1                                                   |                            |  |
| 3        | km 3    | Beginn der Tunnel in Avenida de Portugal                                                                                            | Ende der Tunnel in Avenida de Portugal                                                                  |                            |  |
| 4        | 3       | vía de servicio | Casa de campo Pº Extremadura C/ Segovia                                                                 |                            |  |
| 5        |         | El Batán | |                            |  |
| 6        |         | cambio de sentido | El Batán cambio de sentido                                                                              |                            |  |
| 7        | 5A      | Casa de campo Zoo | Casa de campo Zoo Freizeitpark                                                                          |                            |  |
| 8        |         | vía de servicio | Sepúlveda Valmojado Los Yébenes                                                                         |                            |  |
| 9        |         | Boadilla del Monte Pozuelo de Alarcón                                                                                               | Boadilla del Monte Pozuelo de Alarcón Aluche                                                            | M-502 M-511                |  |
| 10       |         | Aluche | Aluche Carabanchel                                                                                      |                            |  |
| 11       |         | Aluche Carabanchel | |                            |  |
| 12       |         | Beginn der autovía und Ende der cambio de sentido Höchstgeschwindigkeit: 90 km/h (nach km 12)                                       | |                            |  |
| 13       | km 10   | A-6 M-607 A-1 R2-Feria de Madrid-Flughafen-A-2                                                                                      | |                            |  |
| 14       | 10A     | R-5 A-42 A-4 R4 A-3 | | M-40                       |  |
| 15       | 10B     | San José de Valderas Einkaufszentrum San Martín de Valdeiglesias                                                                    | | M-40                       |  |
| 16       | 11      | | Leganés Alcorcón                                                                                        | M-506                      |  |
| 17       | 12A     | | R5BadajozAutovía A-42 A-4 R-4 A-3A-6 A Coruña M-607 A-1 R-2 Feria de Madrid Flughafen A-2               | M-40 (beide Richtungen)    |  |
| 18       | 12B     | | Alcorcón San José de Valderas Einkaufszentrum                                                           | M-40 (beide Richtungen)    |  |
| 19       | 12      | Alcorcón Einkaufszentrum | |                            |  |
| 20       | 13      | Einkaufszentrum Villaviciosa de Odón Almaraz                                                                                        | |                            |  |
| 21       | 14      | Universität KrankenhausMóstoles Villaviciosa de Odón M-506 FuenlabradaZoll R-5 Badajoz A-42 R-4 A-4 A-3 Flughafen A-2 A-6 La Coruña | | M-506                      |  |
| 22       | 18      | | Universität Krankenhaus Móstoles Alcorcón Zoll R-5 Badajoz A-42 R-4 A-4 A-3 Flughafen A-2 A-6 La Coruña | M-50 (beide Richtungen)    |  |
| 23       | 19      | | Universität HM Puerta del Sur Móstoles Villaviciosa de Odón Einkaufszentrum                             | M-50 (beide Richtungen)    |  |
| 24       |         | vía de servicio | vía de servicio                                                                                         | M-856                      |  |
| 25       | 22      | Móstoles (west) Parque Coimbra Parque de nieve (c. comercial)                                                                       | | M-856                      |  |
| 26       | 23      | Arroyomolinos Parque de nieve (c. comercial)                                                                                        | | M-413                      |  |
| 27       | 24      | | vía de servicio Parque Coimbra Móstolesoeste Parque de nieve (c. comercial)                             |                            |  |
| 28       | 25      | | Arroyomolinos Parque de nieve (Einkaufszentrum)                                                         | M-413                      |  |
| 29       |         | Quinta Asturias Stadtgebiet | Camino de servicio                                                                                      |                            |  |
| 30       |         | vía de servicio | |                            |  |
| 31       | 28      | vía de servicio Industriegebiet | Industriegebiet                                                                                         |                            |  |
| 32       |         | Camino de servicio | |                            |  |
| 33       |         | vía de servicio | vía de servicio                                                                                         |                            |  |
| 34       | 29A     | Industriegebiet | |                            |  |
| 35       | 29B     | Navalcarnero | |                            |  |
| 36       | 31      | Navalcarnero El Álamo | Navalcarnero0 El Álamo                                                                                  | M-404                      |  |
| 37       | 32      | Navalcarnero Aldea del Fresno Brunete                                                                                               | Navalcarnero Aldea del Fresno Brunete                                                                   |                            |  |
| 38       | 35      | | Móstoles-Madrid                                                                                         | Zoll R-5                   |  |
| 39       | 36      | | vía de servicio Calypo-Fado Industriegebiet Casarrubios del Monte                                       |                            |  |
| 40       | km. 37  | Kastilien-La Mancha Provinz Toledo                                                                                                  | Autonome Gemeinschaft Madrid                                                                            |                            |  |
| 41       | 37      | vía de servicio Casarrubios del Monte                                                                                               | |                            |  |
| 42       | 40      | | vía de servicio Valmojado                                                                               |                            |  |
| 43       | 43      | Méntrida-Valmojado | vía de servicio Méntrida-Valmojado                                                                      | CM-5007                    |  |
| 44       | 45–46   | A-42 CM-43 CM-4001 A-4 Zoll R-4 | A-42 CM-43 CM-4001 A-4 Zoll R-4 Valmojado                                                               | CM-41                      |  |
| 45       | 47      | Las Ventas de Retamosa | Las Ventas de Retamosa                                                                                  |                            |  |
| 46       | 49      | vía de servicio | | TO-1836                    |  |
| 47       | 52      | La Torre de Esteban Hambrán | | TO-1742                    |  |
| 48       | 58      | Santa Cruz del Retamar | Santa Cruz del Retamar                                                                                  |                            |  |
| 49       | 61      | | Santa Cruz del Retamar                                                                                  |                            |  |
| 50       | 66      | Quismondo | Quismondo                                                                                               |                            |  |
| 51       | 69      | | vía de servicio Quismondo                                                                               |                            |  |
| 52       | 72      | Maqueda | |                            |  |
| 53       | 74      | Maqueda Ávila Centro de conservación                                                                                                | Maqueda Ávila Centro de conservación                                                                    | N-403                      |  |
| 54       | 76      | Torrijos Toledo | Toledo Maqueda Ávila Centro de conservación                                                             | A-40 N-403                 |  |
| 55       | 79      | vía de servicio Santa Olalla | Santa Olalla                                                                                            |                            |  |
| 56       | 83      | vía de servicio Santa Olalla | |                            |  |
| 57       | 85      | vía de servicio | |                            |  |
| 58       | 86      | Otero Malpica de Tajo | Otero Malpica de Tajo                                                                                   | CM-4015                    |  |
| 59       | 88      | El Casar de Escalona | vía de servicio El Casar de Escalona                                                                    |                            |  |
| 60       | 90      | Camino de servicio | Camino de servicio                                                                                      |                            |  |
| 61       | 91      | vía de servicio | |                            |  |
| 62       | 92      | Camino de servicio | Camino de servicio                                                                                      |                            |  |
| 63       | 96      | Cardiel de los Montes Los Cerralbos Lucillos                                                                                        | Cardiel de los Montes Los Cerralbos Lucillos                                                            | CM-5002 CM-4002 TO-1257    |  |
| 64       | 101     | Cazalegas | Cazalegas                                                                                               | TO-1261                    |  |
| 65       |         | Cardiel de los Montes Los Cerralbos Lucillos                                                                                        | Cardiel de los Montes Los Cerralbos Lucillos                                                            |                            |  |
| 66       | 106–107 | Cazalegas | Cazalegas                                                                                               | CM-4000                    |  |
| 67       |         | vía de servicio | vía de servicio                                                                                         | CM-5001                    |  |
| 68       | 106–107 | Talavera de la Reina Toledo Embalse de Cazalegas                                                                                    | Talavera de la Reina Toledo Embalse de Cazalegas                                                        | CM-4000                    |  |
| 69       | 111     | San Román de los Montes-Talavera de la Reina                                                                                        | San Román de los Montes-Talavera de la Reina                                                            | CM-5001                    |  |
| 70       | 115     | Cervera de los Montes-Navamorcuende-Talavera de la Reina                                                                            | Cervera de los Montes-Navamorcuende-Talavera de la Reina                                                | CM-5100                    |  |
| 71       | 118     | Mejorada-Segurilla-Talavera de la Reina                                                                                             | | CM-4132                    |  |
| 72       | 123     | vía de servicio Ávila Talavera de la Reina Herrera del Duque                                                                        | Ávila Talavera de la Reina Herrera del Duque                                                            | N-502                      |  |
| 73       | 124     | Industriegebiet Torrehierro | Industriegebiet Torrehierro                                                                             |                            |  |
| 74       | 126     | Industriegebiet Torrehierro | vía de servicio Industriegebiet Torrehierro                                                             |                            |  |
| 75       | 128     | Gamonal-Alberche-Centro de conservación                                                                                             | Gamonal-Alberche-Centro de conservación                                                                 |                            |  |
| 76       | 130     | Velada Calera y Chozas | Velada Calera y Chozas                                                                                  | CM-5103 CM-4130            |  |
| 77       |         | vía de servicio | |                            |  |
| 78       | 135     | Calera y Chozas | Calera y Chozas                                                                                         |                            |  |
| 79       |         | | vía de servicio                                                                                         |                            |  |
| 80       |         | vía de servicio | vía de servicio                                                                                         |                            |  |
| 81       | 142     | Alcañizo | Alcañizo                                                                                                | TO-1294                    |  |
| 82       | 145     | Torralba de Oropesa | |                            |  |
| 83       | 146     | | Torralba de Oropesa                                                                                     |                            |  |
| 84       | 148     | Oropesa Lagartera Madrigal de la Vera Candeleda                                                                                     | Oropesa Madrigal de la Vera Candeleda                                                                   |                            |  |
| 85       | 152     | Lagartera | Lagartera-Oropesa                                                                                       |                            |  |
| 86       | 154     | Herreruela de Oropesa | Herreruela de Oropesa                                                                                   |                            |  |
| 87       | 157     | La Calzada de Oropesa Las Ventas de San Julián                                                                                      | La Calzada de Oropesa Las Ventas de San Julián                                                          | TO-1297                    |  |
| 88       |         | vía de servicio | |                            |  |
| 89       |         | | vía de servicio                                                                                         |                            |  |
| 90       | 163     | El Gordo | El Gordo                                                                                                |                            |  |
| 91       | km. 168 | Extremadura Provinz Cáceres | Kastilien-La Mancha Provinz Toledo                                                                      |                            |  |
| 92       | 171     | área de descanso Peraleda de la Mata                                                                                                | área de descanso Peraleda de la Mata                                                                    |                            |  |
| 93       | 174     | vía de servicio cambio de sentido                                                                                                   | vía de servicio cambio de sentido                                                                       |                            |  |
| 94       | 178     | vía de servicio Navalmoral de la Mata Peraleda de la Mata Guadalupe                                                                 | Navalmoral de la Mata Peraleda de la Mata                                                               | EX-118                     |  |
| 95       | 182     | vía de servicio Valdehúncar Navalmoral de la Mata (süd)                                                                             | vía de servicio Valdehúncar Navalmoral de la Mata (süd)                                                 |                            |  |
| 96       | 184     | Navalmoral de la Mata (west) Millanes-Casas de Belvís                                                                               | Navalmoral de la Mata (west) Millanes-Casas de Belvís                                                   |                            |  |
| 97       | 185     | Plasencia P.N. Monfragüe Navalmoral de la Mata (west)                                                                               | vía de servicio Plasencia P.N. Monfragüe                                                                | EX-A1 Gabeöimg             |  |
| 98       | 186     | | vía de servicio Navalmoral de la Mata (west)                                                            | EX-108                     |  |
| 99       | 190     | vía de servicio embalse de Valdecañas Saucedilla                                                                                    | vía de servicio embalse de Valdecañas Saucedilla                                                        |                            |  |
| 100      | 192     | | Belvís de Monroy                                                                                        |                            |  |
| 101      | 193     | vía de servicio Almaraz (nord) | |                            |  |
| 102      | 197     | Almaraz (ost) Valdecañas de Tajo | Almaraz (ost) Valdecañas de Tajo                                                                        |                            |  |
| 103      | 200     | vía de servicio Almaraz (süd) Serrejón                                                                                              | | EX-389                     |  |
| 104      | 207     | | Puerto de Miravete                                                                                      | N-V                        |  |
| 105      | 210     | Casas de Miravete-Romangordo-Higuera de Albalat                                                                                     | |                            |  |
| 106      | Gefälle | Miravete (Höhe: 624 m) | Miravete (Höhe: 624 m)                                                                                  |                            |  |
| 107      | Tunnel  | Miravete (Tunnel) Länge: 1200 m | Miravete (Tunnel) Länge: 1200 m                                                                         |                            |  |
| 108      | 219     | vía de servicio Deleitosa | vía de servicio Deleitosa                                                                               |                            |  |
| 109      | 227     | vía de servicio Jaraicejo (ost) | vía de servicio Jaraicejo (ost)                                                                         |                            |  |
| 110      | 232     | Jaraicejo (süd) vía de servicio | Jaraicejo (süd) vía de servicio                                                                         |                            |  |
| 111      |         | área de descanso | |                            |  |
| 112      | 240     | vía de servicio Torrecillas de la Tiesa-Aldea del Obispo                                                                            | vía de servicio Torrecillas de la Tiesa-Aldea del Obispo                                                |                            |  |
| 113      |         | vía de servicio | vía de servicio                                                                                         |                            |  |
| 114      | 248     | Cáceres | Cáceres                                                                                                 |                            |  |
| 115      | 250     | Trujillo Centro de conservación | Trujillo Industriegebiet Centro de conservación                                                         | A-58 N-V N-521 CC-50       |  |
| 116      | 253     | Trujillo Cáceres Herguijuela Guadalupe                                                                                              | Trujillo Cáceres Herguijuela Guadalupe                                                                  |                            |  |
| 117      | 259     | vía de servicio Trujillo Cáceres Ibahernando                                                                                        | |                            |  |
| 118      | 268     | vía de servicio Santa Cruz de la Sierra Ibahernando                                                                                 | |                            |  |
| 119      | 269     | Puerto de Santa Cruz | |                            |  |
| 120      | 272     | | Puerto de Santa Cruz                                                                                    |                            |  |
| 121      | 275     | Abertura | Abertura                                                                                                |                            |  |
| 122      | 277     | vía de servicio Villamesías | |                            |  |
| 123      | 281     | | vía de servicio Villamesías                                                                             |                            |  |
| 124      | 287     | vía de servicio Miajadas-Escurial                                                                                                   | vía de servicio Miajadas-Escurial                                                                       |                            |  |
| 125      | 294     | vía de servicio Miajadas Almoharín-Cáceres Don Benito-Villanueva de la Serena                                                       | vía de servicio Miajadas Almoharín-Cáceres                                                              | EX-206 EX-A2               |  |
| 126      | 298     | Alonso de Ojeda | Alonso de Ojeda                                                                                         |                            |  |
| 127      | 300     | vía de servicio | vía de servicio                                                                                         |                            |  |
| 128      | km. 301 | Provinz Badajoz | Provinz Cáceres                                                                                         |                            |  |
| 129      | 304     | Conquista del Guadiana | Conquista del Guadiana                                                                                  |                            |  |
| 130      | 310     | Santa Amalia-Don Benito | Santa Amalia-Don Benito                                                                                 | EX-206                     |  |
| 131      |         | vía de servicio | |                            |  |
| 132      | 316     | | Ciudad Real                                                                                             | N-430                      |  |
| 133      | 318     | Torrefresneda Ciudad Real | Torrefresneda                                                                                           | N-430                      |  |
| 134      | 325     | vía de servicio San Pedro de Mérida Valverde de Mérida                                                                              | vía de servicio San Pedro de Mérida Valverde de Mérida                                                  | BA-125                     |  |
| 135      | 331     | vía de servicio Trujillanos | |                            |  |
| 136      | 333–334 | vía de servicio Mérida Centro de conservación                                                                                       | vía de servicio Mérida-Trujillanos Centro de conservación                                               | N5                         |  |
| 137      | 338     | Mérida Avda. de Cáceres Cáceres | Mérida Avda. de Cáceres Cáceres                                                                         | E 803 A-66 Gabelung        |  |
| 138      | 341     | vía de servicio Mérida (nord) - Esparragalejo - Montijo                                                                             | vía de servicio Mérida (nord) - Esparragalejo - Montijo                                                 | EX-209                     |  |
| 139      | 342     | vía de servicio Mérida Avda. Duque de Ahumada El Prado                                                                              | |                            |  |
| 140      | 343–345 | Mérida Avda. Reina Sofía Calamonte Sevilla                                                                                          | | Autovía A-66 A-66 Gabelung |  |
| 141      | 346     | Calamonte | | BA-038                     |  |
| 142      |         | vía de servicio | |                            |  |
| 143      | 352     | vía de servicio Arroyo de San Serván                                                                                                | vía de servicio Arroyo de San Serván                                                                    | BA-012                     |  |
| 144      | 354     | Torremayor | Torremayor                                                                                              |                            |  |
| 145      | 360     | Camino de servicio | Camino de servicio                                                                                      |                            |  |
| 146      | 365     | Puebla de la Calzada Montijo | Puebla de la Calzada Montijo                                                                            | EX-328                     |  |
| 147      | 367     | vía de servicio Lobón | vía de servicio Lobón                                                                                   |                            |  |
| 148      |         | vía de servicio | vía de servicio                                                                                         |                            |  |
| 149      | 372–374 | Guadajira | Guadajira                                                                                               | EX-300                     |  |
| 150      | 376     | vía de servicio Solana de los Barros-Almendralejo                                                                                   | vía de servicio Solana de los Barros-Almendralejo                                                       | N-V                        |  |
| 151      | 380     | vía de servicio Talavera la Real | vía de servicio Talavera la Real                                                                        | EX-363 N-V                 |  |
| 152      | 382     | Flughafen Badajoz\| La Albuera | Flughafen Badajoz\| La Albuera Talavera la Real                                                         | EX-363 N-V                 |  |
| 153      |         | | vía de servicio                                                                                         |                            |  |
| 154      | 395     | BA-20 Badajoz N-432 Córdoba | BA-20 Badajoz N-432 Córdoba                                                                             | N-V                        |  |
| 155      | 400     | Badajoz-Cáceres | Badajoz-Cáceres                                                                                         | EX-100                     |  |
| 156      | 403     | vía de servicio Badajoz Bº S. Fernando El Nevero Campo Maior                                                                        | vía de servicio Badajoz Bº S. Fernando El Nevero Campo Maior                                            | BA-020                     |  |
| 157      |         | vía de servicio | |                            |  |
| 158      | 407     | vía de servicio Badajoz Avda. de Elvas Polizei-Zoll IFEBA                                                                           | vía de servicio Badajoz Avda. de Elvas Polizei-Zoll IFEBA                                               |                            |  |
| 159      |         | Ende der E90, A5 weiter nach Portugal Elvas - Lissabon nach A-6                                                                     | Beginn der A5                                                                                           |                            |  |
| 160      |         | Beginn A-6 Alto Alentjo Alentjo | Ende der A-6 Extremadura Provinz Badajoz                                                                |                            |  |

## Größere Städte an der Autobahn
- Madrid
- Alcorcón
- Móstoles
- Navalcarnero
- Talavera de la Reina
- Trujillo
- Mérida
- Badajoz